# Parque Orlando de Carvalho Silveira
Localizado no bairro Silveira, região nordeste de Belo Horizonte, o Parque Orlando de Carvalho Silveira possui 25.650 m², sendo a área parcialmente cercada.
Área resultante de parcelamento do terreno conhecido como "Retiro Coração de Jesus", pertencente à família Carvalho Silveira. Em 1996, entrou na lista dos parques a serem implantados pelo Programa "Parque Preservado", recebendo a implanação dos equipamentos previstos pelo mesmo.